# Dante Fascell
Dante Bruno Fascell, né le 9 mars 1917 à Bridgehampton (New York) et mort le 28 novembre 1998 à Clearwater (Floride), est un vétéran de la Seconde Guerre mondiale et homme politique américain membre du Parti démocrate. Membre de la Chambre des représentants de Floride de 1951 à 1955, il est représentant fédéral pour la Floride de cette date à 1993, élu dans 4 districts différents au cours du temps.
Le Long Key Bridge en Floride a comme nom officiel « Dante B. Fascell Bridge ».